# 1997 en Côte d'Ivoire
Cet article traite des événements qui se sont produits durant l'année 1997 en Côte d'Ivoire.

## Évènements

### Janvier
- 1er janvier : Aboudramane Sangaré est libéré après un an de détention, en même temps que deux journalistes d'opposition[1].

### Mai
- Des manifestations étudiantes ont lieu dans tout le pays, à l'appel de la Fédération estudiantine et scolaire de Côte d'Ivoire. Les cités universitaires sont fermées[1].

### Juin
- 12 juin : adoption par le gouvernement ivoirien d'un programme de réduction de la pauvreté. Un comité permanent composé des représentants du personnel administratif, des ONG et des travailleurs du secteur privé[1].

### Août
- 8 août : Henri Konan Bédié est élu président de la République. Il est opposé au candidat du Parti ivoirien des travailleurs[2].